# Galeão do Sado
Os Galeões surgiram no século XIX como embarcações de pesca oriundas do sul de Espanha e com eles trouxeram uma nova arte de pesca para a qual eram necessários barcos ágeis e velozes.
Movidos por uma vela bastarda, semelhante à das Caravelas Quinhentistas, os Galeões foram rapidamente adoptados pelos pescadores Sadinos para o “cerco do Galeão”.
O fim da pesca tradicional veio assim ameaçar a existência destes veleiros. Apenas no Sado se descobre uma nova utilização, o transporte do sal, devido às numerosas salinas na região.
A vela bastarda foi substituída pelo estai e vela grande de carangueja, mais facilmente manobráveis dando origem ao Galeão do Sal. Paralelamente com o transporte do sal, transportavam também arroz e cortiça que embarcavam em Alcácer do Sal.
Perdida a sua utilidade comercial, no final dos anos sessenta, para o transporte rodoviário, foram sendo abandonados, encalhados nas margens uns, outros vendidos a estrangeiros que os transformaram em embarcações de recreio.
Os poucos que restavam, tiveram uma segunda vida quando, nos anos 80, foram recuperados para a actividade maritímo-turística.
Actualmente é possível ver os Galeões a navegar regularmente mais uma vez nas águas do Rio Sado.